# Campeonato Europeo de 470
El Campeonato Europeo de 470 es la máxima competición de la clase de vela 470 a nivel europeo. Se realiza anualmente desde 1966 bajo la organización de la Federación Europea de Vela (EUROSAF). Este tipo de vela es una clase olímpica desde los Juegos Olímpicos de Seúl 1988.
Entre 1966 y 1985 se realizó un único campeonato de categoría abierta, entre 1986 y 2021 fueron disputados dos campeonatos, el masculino y el femenino, y desde 2021 solo se realiza el campeonato mixto (un hombre y una mujer).

## Palmarés

### Abierto
| Núm.  | Año  | Sede                            | Oro                                                      | Plata                                            | Bronce                                                   |
| ----- | ---- | ------------------------------- | -------------------------------------------------------- | ------------------------------------------------ | -------------------------------------------------------- |
| I     | 1966 | Boulogne-sur-Mer ( Francia)     | Gabriel de Kergariou Alain Cordonnier Francia            | Léon Brillouet Pierre Blanchard Francia          | Jean-Claude Cornu Jean Morin Francia                     |
| II    | 1967 | Lacanau ( Francia)              | Paul Maes · Daniel Quertainmont · Bélgica                | Marc Bouet Joël Desbois Francia                  | Yves Pajot Marc Pajot Francia                            |
| III   | 1968 | Palamós · ( España)             | Marc Bouet Joël Desbois Francia                          | Yves Pajot Marc Pajot Francia                    | Jean-Louis Brehant Jean-François Brehant Francia         |
| IV    | 1969 | Castiglione · ( Italia)         | Marc Bouet Michel Christ Francia                         | Marc Laurent Michel Cornic Francia               | Bernard Degaudenzi · Malignon · Suiza                    |
| —     | 1970 | —                               | No realizado                                             | No realizado                                     | No realizado                                             |
| V     | 1971 | Southend ( Reino Unido)         | Philippe Follenfant Hubert Follenfant Francia            | Tom van Essen · Wouter van Essen · Países Bajos  | Paul Maes · Daniel Quertainmont · Bélgica                |
| VI    | 1972 | Medemblik · ( Países Bajos)     | Joop van Werkhoven · Robert van Werkhoven · Países Bajos | Philippe Follenfant Hubert Follenfant Francia    | Tom van Essen · Wouter van Essen · Países Bajos          |
| VII   | 1973 | Saint-Cast-le-Guildo ( Francia) | Henrik Søderlund Anders Børresen Dinamarca               | Frank Hübner Klaus Feldmann RFA                  | Joop van Werkhoven · Robert van Werkhoven · Países Bajos |
| VIII  | 1974 | El Masnou · ( España)           | Marc Bouet Stéphane Fleury Francia                       | Juan Santana · Francisco Colom · España          | Philippe Follenfant Hubert Follenfant Francia            |
| IX    | 1975 | Stokes Bay ( Reino Unido)       | Jean-Claude Vuithier · Laurent Quellet · Suiza           | Aazer · Walter · Noruega                         | Frank Hübner Harro Bode RFA                              |
| X     | 1976 | Hellerup ( Dinamarca)           | Olle Johansson · Lars Johansson · Suecia                 | Lars Lønberg Dan Ibsen Sørensen Dinamarca        | Leon Wróbel · Tomasz Stocki · Polonia                    |
| XI    | 1977 | Rust · ( Austria)               | Yuri Koriashkin Vasili Koriashkin URSS                   | Helmar Nauck Harald Schaale RDA                  | Shimshon Brokman Eitan Friedlander Israel                |
| XII   | 1978 | Cascaes ( Portugal)             | Mijail Kudriavtsev Edgar Teriojin URSS                   | Shimshon Brokman Eitan Friedlander Israel        | Leon Wróbel · Tomasz Stocki · Polonia                    |
| XIII  | 1979 | Denia · ( España)               | Shimshon Brokman Eitan Friedlander Israel                | Wolfgang Hunger Niels Korte RFA                  | Leon Wróbel · Tomasz Stocki · Polonia                    |
| XIV   | 1980 | Helsinki · ( Finlandia)         | Jörn Borowski Egbert Swensson RDA                        | Daniel Peponnet Thierry Peponnet Francia         | Vladimir Ignatenko Serguei Zhdanov URSS                  |
| XV    | 1981 | Morges · ( Suiza)               | Tommaso Chieffi · Enrico Chieffi · Italia                | Jörn Borowski Egbert Swensson RDA                | Sandro Montefusco · Paolo Montefusco · Italia            |
| XVI   | 1982 | Balatonfüred · ( Hungría)       | Jürgen Brietzke Ekkehard Schulz RDA                      | Shimshon Brokman Eitan Friedlander Israel        | Thierry Peponnet Luc Pillot Francia                      |
| XVII  | 1983 | Puck · ( Polonia)               | Jörn Borowski Egbert Swensson RDA                        | Sandro Montefusco · Paolo Montefusco · Italia    | Thierry Peponnet Luc Pillot Francia                      |
| XVIII | 1984 | Salou · ( España)               | Peter von Koskull · Johan von Koskull · Finlandia        | John Stavenuiter · Guido Alkemade · Países Bajos | Hans Duetz · Jan Bos · Países Bajos                      |
| XIX   | 1985 | Koper ( Yugoslavia)             | Luis Doreste Blanco · Roberto Molina Carrasco · España   | Gianfranco Noe · Andrea Ballico · Italia         | Tommaso Chieffi · Enrico Chieffi · Italia                |

### Masculino
| Núm.    | Año  | Sede                          | Oro                                               | Plata                                                 | Bronce                                              |
| ------- | ---- | ----------------------------- | ------------------------------------------------- | ----------------------------------------------------- | --------------------------------------------------- |
| XX      | 1986 | Sønderborg ( Dinamarca)       | Thierry Peponnet Luc Pillot Francia               | Hans Duetz · Jan Bos · Países Bajos                   | Jürgen Brietzke Ekkehard Schulz RDA                 |
| XXI     | 1987 | Lysekil · ( Suecia)           | Peter von Koskull · Johan von Koskull · Finlandia | Thierry Peponnet Luc Pillot Francia                   | Jordi Calafat · Roberto Molina Carrasco · España    |
| XXII    | 1988 | Quiberon ( Francia)           | Thierry Peponnet Luc Pillot Francia               | Sandro Montefusco · Paolo Montefusco · Italia         | Peter von Koskull · Johan von Koskull · Finlandia   |
| XXIII   | 1989 | Balatonfüred · ( Hungría)     | Sandro Montefusco · Paolo Montefusco · Italia     | Wolfgang Hunger Rolf Schmidt RFA                      | Jean-François Berthet Gwenaël Berthet Francia       |
| XXIV    | 1990 | Marina di Carrara · ( Italia) | Giovanni Cassinari · Daniele Cassinari · Italia   | Stefan Seger · Dominik Liener · Suiza                 | Rainer Schulz Frank Thieme RFA                      |
| XXV     | 1991 | Bergen · ( Noruega)           | Herman Johannessen · Pål McCarthy · Noruega       | Benny Kouwenhoven · Jan Kouwenhoven · Países Bajos    | Wolfgang Hunger · Rolf Schmidt · Alemania           |
| XXVI    | 1992 | Nieuwpoort · ( Bélgica)       | Tõnu Tõniste Toomas Tõniste Estonia               | Magnus Lundgren · Urban Lagnéus · Suecia              | Benny Kouwenhoven · Jan Kouwenhoven · Países Bajos  |
| XXVII   | 1993 | Breitenbrunn · ( Austria)     | Marcus Westerlind · Henrik Wallin · Suecia        | Michael Koch · Stefan Theuerkauf · Alemania           | Shai Bachar Ilan Tashtash Israel                    |
| XXVIII  | 1994 | Röbel · ( Alemania)           | Matteo Ivaldi · Michele Ivaldi · Italia           | John Merricks Ian Walker Reino Unido                  | Jordi Calafat · Francisco Sánchez Luna · España     |
| XXIX    | 1995 | Båstad · ( Suecia)            | John Merricks Ian Walker Reino Unido              | Petri Leskinen · Mika Aarnikka · Finlandia            | Ronald Rensch · Torsten Haverland · Alemania        |
| XXX     | 1996 | Isla Haying ( Reino Unido)    | Dmitri Beriozkin · Yevgueni Burmatnov · Rusia     | Hugo Rocha Nuno Barreto Portugal                      | John Merricks Ian Walker Reino Unido                |
| XXXI    | 1997 | Nieuwpoort · ( Bélgica)       | Hugo Rocha Nuno Barreto Portugal                  | Yevhen Braslavets · Ihor Matviyenko · Ucrania         | Petri Leskinen · Kristian Heinilä · Finlandia       |
| XXXII   | 1998 | Çeşme ( Turquía)              | Hugo Rocha Nuno Barreto Portugal                  | Tomaž Čopi Mitja Margon Eslovenia                     | Álvaro Marinho Miguel Nunes Portugal                |
| XXXIII  | 1999 | Zadar · ( Croacia)            | Johan Molund · Mattias Rahm · Suecia              | Tomaž Čopi Mitja Margon Eslovenia                     | Gildas Philippe Tanguy Cariou Francia               |
| XXXIV   | 2000 | Malcesine · ( Italia)         | Gildas Philippe Tanguy Cariou Francia             | Matteo Ivaldi · Francesco Ivaldi · Italia             | Gustavo Martínez · Tunte Cantero · España           |
| XXXV    | 2001 | Dún Laoghaire ( Irlanda)      | Yevhen Braslavets · Ihor Matviyenko · Ucrania     | Gideon Kliger Udi Gal Israel                          | Gabrio Zandonà · Andrea Trani · Italia              |
| XXXVI   | 2002 | Tallin ( Estonia)             | Nicolas Charbonnier Stéphane Christidis Francia   | Andreas Kosmatópulos · Konstantinos Trigonis · Grecia | Nicholas Rogers Jonathan Glanfield Reino Unido      |
| XXXVII  | 2003 | Brest ( Francia)              | Gildas Philippe Nicolas Le Berre Francia          | Lucas Zellmer · Felix Krabbe · Alemania               | Johan Molund · Martin Andersson · Suecia            |
| XXXVIII | 2004 | Warnemünde · ( Alemania)      | Nicholas Rogers Jonathan Glanfield Reino Unido    | Dmitri Beriozkin · Mijail Krutikov · Rusia            | Johan Molund · Martin Andersson · Suecia            |
| XXXIX   | 2005 | Gdynia · ( Polonia)           | Nicholas Rogers Jonathan Glanfield Reino Unido    | Gideon Kliger Udi Gal Israel                          | Sven Coster · Kalle Coster · Países Bajos           |
| XL      | 2006 | Balatonfüred · ( Hungría)     | Benjamin Bonnaud Romain Bonnaud Francia           | Ronan Dréano Ronan Floch Francia                      | Pierre Leboucher Vincent Garos Francia              |
| XLI     | 2007 | Salónica · ( Grecia)          | Álvaro Marinho Miguel Nunes Portugal              | Nicolas Charbonnier Olivier Bausset Francia           | Gabrio Zandonà · Andrea Trani · Italia              |
| XLII    | 2008 | Riva del Garda · ( Italia)    | Nic Asher Elliot Willis Reino Unido               | Sven Coster · Kalle Coster · Países Bajos             | Gideon Kliger Udi Gal Israel                        |
| XLIII   | 2009 | Traunsee · ( Austria)         | Šime Fantela · Igor Marenić · Croacia             | Lucas Zellmer · Heiko Seelig · Alemania               | Gabrio Zandonà · Edoardo Mancinelli Scotti · Italia |
| XLIV    | 2010 | Estambul ( Turquía)           | Panayotis Mantis · Pavlos Kayalís · Grecia        | Gideon Kliger Eran Sela Israel                        | Luke Patience Stuart Bithell Reino Unido            |
| XLV     | 2011 | Helsinki · ( Finlandia)       | Šime Fantela · Igor Marenić · Croacia             | Luke Patience Stuart Bithell Reino Unido              | Gideon Kliger Eran Sela Israel                      |
| XLVI    | 2012 | Largs ( Reino Unido)          | Šime Fantela · Igor Marenić · Croacia             | Benjamin Saxton Richard Mason Reino Unido             | Mijail Sheremetiev · Maxim Sheremetiev · Rusia      |
| XLVII   | 2013 | Formia · ( Italia)            | Sofian Bouvet Jérémie Mion Francia                | Luke Patience Jonathan Glanfield Reino Unido          | Šime Fantela · Igor Marenić · Croacia               |
| XLVIII  | 2014 | Atenas · ( Grecia)            | Luke Patience Elliot Willis Reino Unido           | Matthias Schmid · Florian Reichstädter · Austria      | Šime Fantela · Igor Marenić · Croacia               |
| XLIX    | 2015 | Aarhus ( Dinamarca)           | Ferdinand Gerz · Oliver Szymanski · Alemania      | Panayotis Mantis · Pavlos Kayalís · Grecia            | Pavel Sozykin · Denis Gribanov · Rusia              |
| L       | 2016 | Palma de Mallorca · ( España) | Sofian Bouvet Jérémie Mion Francia                | Šime Fantela · Igor Marenić · Croacia                 | Simon Sivitz Kosuta · Jas Farneti · Italia          |
| LI      | 2017 | Mónaco ( Mónaco)              | Carl-Fredrik Fock · Marcus Dackhammar · Suecia    | Guillaume Pirouelle Jérémie Mion Francia              | Jordi Xammar · Nicolás Rodríguez · España           |
| LII     | 2018 | Burgas ( Bulgaria)            | Anton Dahlberg · Fredrik Bergström · Suecia       | Panayotis Mantis · Pavlos Kayalís · Grecia            | Malte Winkel · Matti Cipra · Alemania               |
| LIII    | 2019 | San Remo · ( Italia)          | Anton Dahlberg · Fredrik Bergström · Suecia       | Jordi Xammar · Nicolás Rodríguez · España             | Kévin Peponnet Jérémie Mion Francia                 |
| –       | 2020 | Palma de Mallorca · ( España) | Cancelado                                         | Cancelado                                             | Cancelado                                           |
| LIV     | 2021 | Vilamoura ( Portugal)         | Kévin Peponnet Jérémie Mion Francia               | Jordi Xammar · Nicolás Rodríguez · España             | Anton Dahlberg · Fredrik Bergström · Suecia         |
| –       | 2022 | No realizado                  | No realizado                                      | No realizado                                          | No realizado                                        |

### Femenino
| Núm.    | Año  | Sede                          | Oro                                                | Plata                                                | Bronce                                                      |
| ------- | ---- | ----------------------------- | -------------------------------------------------- | ---------------------------------------------------- | ----------------------------------------------------------- |
| XX      | 1986 | Sønderborg ( Dinamarca)       | Florence Le Brun Sophie Berge Francia              | Wilma Kramer · Henneke Stavenuiter · Países Bajos    | Paola Porta · Anna Barabino · Italia                        |
| XXI     | 1987 | Lysekil · ( Suecia)           | Bettina Lemström · Annika Mannström · Finlandia    | Hendrika Vegter · Marion Bultman · Países Bajos      | Marit Söderström · Birgitta Bengtsson · Suecia              |
| XXII    | 1988 | Quiberon ( Francia)           | Hendrika Vegter · Marion Bultman · Países Bajos    | Marit Söderström · Birgitta Bengtsson · Suecia       | Peggy Hardwiger Christina Pinnow RDA                        |
| XXIII   | 1989 | Balatonfüred · ( Hungría)     | Peggy Hardwiger Christina Pinnow RDA               | Susanne Theel Wibke Bülle RDA                        | Bettina Lemström · Annika Mannström · Finlandia             |
| XXIV    | 1990 | Marina di Carrara · ( Italia) | Florence Le Brun Odile Barré Francia               | Nuria Bover · Irene Martín · España                  | Tanja Stemmler Sabine Lenkmann RFA                          |
| XXV     | 1991 | Bergen · ( Noruega)           | Theresa Zabell · Patricia Guerra · España          | Larisa Moskalenko Olena Pajolchyk URSS               | Debra Jarvis Rosie Tribe Reino Unido                        |
| XXVI    | 1992 | Nieuwpoort · ( Bélgica)       | Theresa Zabell · Patricia Guerra · España          | Maria Quarra · Anna Barabino · Italia                | Larisa Moskalenko Olena Pajolchyk CEI                       |
| XXVII   | 1993 | Breitenbrunn · ( Austria)     | Ruslana Taran · Svetlana Olexenko · Ucrania        | Susanne Meyer · Katrin Adlkofer · Alemania           | Nicola Birkner · Wibke Bülle · Alemania                     |
| XXVIII  | 1994 | Röbel · ( Alemania)           | Theresa Zabell · Begoña Vía-Dufresne · España      | Tanja Stemmler · Susanne Bergmann · Alemania         | Susanne Bauckholt · Katrin Adlkofer · Alemania              |
| XXIX    | 1995 | Båstad · ( Suecia)            | Ruslana Taran · Olena Pajolchyk · Ucrania          | Ines Bohn · Sabine Rohatzsch · Alemania              | Laura León · Viviane Mainemare · España                     |
| XXX     | 1996 | Isla Haying ( Reino Unido)    | Ruslana Taran · Olena Pajolchyk · Ucrania          | Susanne Bauckholt · Katrin Adlkofer · Alemania       | Peggy Bahr · Christina Pinnow · Alemania                    |
| XXXI    | 1997 | Nieuwpoort · ( Bélgica)       | Ruslana Taran · Olena Pajolchyk · Ucrania          | Susanne Ward Michaëla Ward Dinamarca                 | Federica Salvà · Emanuela Sossi · Italia                    |
| XXXII   | 1998 | Çeşme ( Turquía)              | Ruslana Taran · Olena Pajolchyk · Ucrania          | Stephanie Trübel · Carolin Grosser · Alemania        | Sofía Bekatoru · Emilía Tsulfa · Grecia                     |
| XXXIII  | 1999 | Zadar · ( Croacia)            | Ruslana Taran · Olena Pajolchyk · Ucrania          | Susanne Ward Michaëla Ward Dinamarca                 | Lisa Westerhof · Alexandra Verbeek · Países Bajos           |
| XXXIV   | 2000 | Malcesine · ( Italia)         | Sofía Bekatoru · Emilía Tsulfa · Grecia            | Susanne Ward Michaëla Ward Dinamarca                 | Vladelina Kravchun · Natalia Gaponovich · Rusia             |
| XXXV    | 2001 | Dún Laoghaire ( Irlanda)      | Sofía Bekatoru · Emilía Tsulfa · Grecia            | Natalia Vía-Dufresne · Sandra Azón · España          | Nike Kornecki Vered Buskila Israel                          |
| XXXVI   | 2002 | Tallin ( Estonia)             | Sofía Bekatoru · Emilía Tsulfa · Grecia            | Vladelina Ilienko · Diana Krutskij · Rusia           | Lisa Westerhof · Margriet Matthijsse · Países Bajos         |
| XXXVII  | 2003 | Brest ( Francia)              | Natalia Vía-Dufresne · Sandra Azón · España        | Vesna Dekleva Klara Maučec Eslovenia                 | Therese Torgersson · Vendela Zachrisson · Suecia            |
| XXXVIII | 2004 | Warnemünde · ( Alemania)      | Susanne Ward Michaëla Ward Dinamarca               | Vladelina Ilienko · Natalia Gaponovich · Rusia       | Nike Kornecki Vered Buskila Israel                          |
| XXXIX   | 2005 | Gdynia · ( Polonia)           | Ingrid Petitjean Nadège Douroux Francia            | Nike Kornecki Vered Buskila Israel                   | Therese Torgersson · Vendela Zachrisson · Suecia            |
| XL      | 2006 | Balatonfüred · ( Hungría)     | Stefanie Rothweiler · Vivien Kussatz · Alemania    | Sylvia Vogl · Carolina Flatscher · Austria           | Marina Gallego · Laia Tutzó · España                        |
| XLI     | 2007 | Salónica · ( Grecia)          | Stefanie Rothweiler · Vivien Kussatz · Alemania    | Giulia Conti · Giovanna Micol · Italia               | Elisabetta Saccheggiani · Elisa Cecconi · Italia            |
| XLII    | 2008 | Riva del Garda · ( Italia)    | Sylvia Vogl · Carolina Flatscher · Austria         | Emmanuelle Rol · Anne-Sophie Thilo · Suiza           | Vesna Dekleva Klara Maučec Eslovenia                        |
| XLIII   | 2009 | Traunsee · ( Austria)         | Giulia Conti · Giovanna Micol · Italia             | Tara Pacheco · Berta Betanzos · España               | Anthí Ekonomu · Olga Tsigaridi · Grecia                     |
| XLIV    | 2010 | Estambul ( Turquía)           | Emmanuelle Rol Hélène Defrance Francia             | Giulia Conti · Giovanna Micol · Italia               | Ingrid Petitjean Nadège Douroux Francia                     |
| XLV     | 2011 | Helsinki · ( Finlandia)       | Tara Pacheco · Berta Betanzos · España             | Henriette Koch Lene Sommer Dinamarca                 | Hannah Mills Saskia Clark Reino Unido                       |
| XLVI    | 2012 | Largs ( Reino Unido)          | Sophie Weguelin Sophie Ainsworth Reino Unido       | Tina Mrak Teja Černe Eslovenia                       | Annika Bochmann · Elisabeth Panuschka · Alemania            |
| XLVII   | 2013 | Formia · ( Italia)            | Camille Lecointre Mathilde Géron Francia           | Lara Vadlau · Jolanta Ogar · Austria                 | Sophie Weguelin Eilidh McIntyre Reino Unido                 |
| XLVIII  | 2014 | Atenas · ( Grecia)            | Lara Vadlau · Jolanta Ogar · Austria               | Hannah Mills Saskia Clark Reino Unido                | Tina Mrak Veronika Macarol Eslovenia                        |
| XLIX    | 2015 | Aarhus ( Dinamarca)           | Tina Mrak Veronika Macarol Eslovenia               | Camille Lecointre Hélène Defrance Francia            | Sophie Weguelin Eilidh McIntyre Reino Unido                 |
| L       | 2016 | Palma de Mallorca · ( España) | Lara Vadlau · Jolanta Ogar · Austria               | Afrodite Kyranaku · Anneloes van Veen · Países Bajos | Tina Mrak Veronika Macarol Eslovenia                        |
| LI      | 2017 | Mónaco ( Mónaco)              | Afrodite Zegers · Anneloes van Veen · Países Bajos | Elena Berta · Sveva Carraro · Italia                 | Agnieszka Skrzypulec · Irmina Mrózek-Gliszczyńska · Polonia |
| LII     | 2018 | Burgas ( Bulgaria)            | Tina Mrak Veronika Macarol Eslovenia               | Frederike Loewe · Anna Markfort · Alemania           | Nadine Boehm · Ann-Christin Goliaß · Alemania               |
| LIII    | 2019 | San Remo · ( Italia)          | Camille Lecointre Aloïse Retornaz Francia          | Hannah Mills Eilidh McIntyre Reino Unido             | Afrodite Zegers · Lobke Berkhout · Países Bajos             |
| –       | 2020 | Palma de Mallorca · ( España) | Cancelado                                          | Cancelado                                            | Cancelado                                                   |
| LIV     | 2021 | Vilamoura ( Portugal)         | Camille Lecointre Aloïse Retornaz Francia          | Hannah Mills Eilidh McIntyre Reino Unido             | Linda Fahrni · Maja Siegenthaler · Suiza                    |
| –       | 2022 | No realizado                  | No realizado                                       | No realizado                                         | No realizado                                                |

### Mixto
| Núm. | Año  | Sede                  | Oro                                       | Plata                                     | Bronce                                     |
| ---- | ---- | --------------------- | ----------------------------------------- | ----------------------------------------- | ------------------------------------------ |
| I    | 2021 | Vilamoura ( Portugal) | Nitai Hasson Saar Tamir Israel            | Matti Cipra · Theres Dahnke · Alemania    | Ryan Orr Vita Heathcote Reino Unido        |
| II   | 2022 | Çeşme ( Turquía)      | Anton Dahlberg · Lovisa Karlsson · Suecia | Jordi Xammar · Nora Brugman · España      | Giacomo Ferrari · Bianca Caruso · Italia   |
| III  | 2023 | San Remo · ( Italia)  | Anton Dahlberg · Lovisa Karlsson · Suecia | Simon Diesch · Anna Markfort · Alemania   | Hippolyte Machetti Aloïse Retornaz Francia |
| IV   | 2024 | Cannes ( Francia)     | Jordi Xammar · Nora Brugman · España      | Diogo Costa Carolina João Portugal        | Jérémie Mion Camille Lecointre Francia     |
| V    | 2025 | Split · ( Croacia)    | Jordi Xammar · Marta Cardona · España     | Martin Wrigley Bettine Harris Reino Unido | Matisse Pacaud Lucie de Gennes Francia     |

## Medallero histórico
- Actualizado a Split 2025.

| Núm. | País         | Oro | Plata | Bronce | Total |
| ---- | ------------ | --- | ----- | ------ | ----- |
| 1    | Francia      | 21  | 11    | 14     | 46    |
| 2    | España       | 8   | 7     | 6      | 21    |
| 3    | Suecia       | 8   | 2     | 6      | 16    |
| 4    | Alemania     | 7   | 17    | 13     | 37    |
| 5    | Ucrania      | 7   | 1     | 0      | 8     |
| 6    | Reino Unido  | 6   | 8     | 8      | 22    |
| 7    | Italia       | 5   | 8     | 10     | 23    |
| 8    | Grecia       | 4   | 3     | 2      | 9     |
| 9    | Países Bajos | 3   | 8     | 8      | 19    |
| 10   | Rusia        | 3   | 4     | 5      | 12    |
| 11   | Austria      | 3   | 3     | 0      | 6     |
| 12   | Portugal     | 3   | 2     | 1      | 6     |
| 13   | Finlandia    | 3   | 1     | 3      | 7     |
| 14   | Croacia      | 3   | 1     | 2      | 6     |
| 15   | Israel       | 2   | 6     | 6      | 14    |
| 16   | Dinamarca    | 2   | 5     | 0      | 7     |
| 17   | Eslovenia    | 2   | 4     | 3      | 9     |
| 18   | Suiza        | 1   | 2     | 2      | 5     |
| 19   | Noruega      | 1   | 1     | 0      | 2     |
| 20   | Bélgica      | 1   | 0     | 1      | 2     |
| 21   | Estonia      | 1   | 0     | 0      | 1     |
| 22   | Polonia      | 0   | 0     | 4      | 4     |
|      | TOTAL        | 94  | 94    | 94     | 282   |

1. ↑  Incluye las medallas obtenidas por la RFA y la RDA entre 1949 y 1990.
2. ↑  Incluye las medallas obtenidas por la URSS.